# Shahdag-Nationalpark
Der Shahdag-Nationalpark, aserbaidschanisch Şahdağ Milli Parkı, ist ein Nationalpark in Aserbaidschan. Er wurde 2006 mit einer Fläche von 1159 km² deklariert und 2010 auf 1305 km² erweitert. Er liegt in den sechs Distrikten Ismailli, Guba, Gusar, Gabala, Oguz und Shamakhi. Er ist nach dem Berg Shahdag benannt. Der Park wurde im Jahr 2007 von der Weltbank und der japanischen Regierung gefördert.
Der Nationalpark spielt auch für die Erhaltung der Diversität an Säugetieren in Aserbaidschan eine bedeutende Rolle. Alleine 51 der 101 in Aserbaidschan lebenden Säugerarten leben in diesem Park.
Seit 2019 wurden im Schutzgebiet Wisente wiederangesiedelt, die einst bis zu ihrer Ausrottung schon dort lebten. Inzwischen haben sie sich auf über 60 Tiere vermehrt, schon 27 Kälber wurden dort geboren. Man strebt einen Bestand von mindestens 130 Wisenten an.